# عمر خليف
عمر خليف فنان مصري المولد وقيّم وكاتب ومحرر. تركز ممارسة خليف في تنظيم المعارض على الفن الذي يتقاطع مع الإنترنت، بالإضافة إلى الأعمال الفنية من المناطق الجغرافية الناشئة التي لم تظهر بعد في الاتجاه السائد.
يشغل خليف حاليًا منصب مدير المجموعات والقيم الأول في مؤسسة الشارقة للفنون. تضمنت الأدوار السابقة أمينًا زائرًا أول في (بالإنجليزية: HOME Manchester)‏؛  أمين مشارك لبينالي الشارقة الرابع عشر؛  أمين مقر مؤسسة VAC في فينيسيا، (بالإيطالية: Palazzo delle Zattere)‏، خلال بينالي البندقية الثامن والخمسين ؛ أمين عام فن أبو ظبي، وضيف أمين ومستشار للعديد من المهرجانات الدولية والبيناليات.
في السابق، كان خليف كبير المنسقين في مانيلو ومدير المبادرات العالمية في متحف الفن المعاصر بشيكاغو. قبل ذلك، عملوا كمنسقين في معرض وايت تشابل، ومحرر أول في دار إبراز للنشر وأمين أول في كورنرهاوس في مانشستر. في السابق، عملوا كمنسقين في معرض وايت تشابل، وكبير المحررين في دار إبراز للنشر وأمين زائر في (HOME) في مانشستر.

## النشأة والتعليم
ولد خليف في القاهرة بمصر وحاصل على درجات علمية من جامعة جلاسكو والكلية الملكية للفنون بلندن وجامعة ريدينغ، حيث أكمل درجة الدكتوراه في تنظيم المعارض والدراسات الثقافية متعددة التخصصات.

## المسيرة المهنية
سابقًا، كان خليف أمينًا في معرض وايت تشابل، أمين زائر زائر في كورنر هاوس آند هوم في مانشستر، أمين في مؤسسة الفن والتكنولوجيا الإبداعية (FACT)، لندن ومحرر أول في إبراز للنشر. يركز عملهم على قضايا السرد والجغرافيا في الثقافة المعاصرة المتسارعة. قاموا بتنظيم معارض كبرى على الصعيدين الوطني والدولي بما في ذلك الجناح القبرصي في بينالي البندقية السادس والخمسين، وجائزة مجموعة أبراج للفنون في آرت دبي، و Armory Focus: الشرق الأوسط وشمال إفريقيا والبحر الأبيض المتوسط في معرض (Armory Show) ، نيويورك.
خليف هو مؤلف و / أو محرر أكثر من عشرين كتابًا وقد كتب في الجارديان،  إفريز،  وايرد  وهاف بوست. تشمل كتبهم:
- الرؤية والذاكرة والإعلام (2010) ،
- طفولة جدة حوالي 1994 (2014) وأنت هنا:
- الفن بعد الإنترنت (2014) والذي تمت مراجعته في أرتفوروم (بالإنجليزية: Artforum)‏ بواسطة دوغلاس كوبلاند باعتباره «أذكى كتاب حول هذا الموضوع».[16]

في عام 2014، تم التصويت على خليف كواحد من أقوى 50 شخصًا في عالم الفن في الشرق الأوسط من قبل مجلة كانفاس، وهو واحد من أقوى 100 شخص في عالم الفن من قبل ArtLyst  وواحد من ثمانية منسقين لمشاهدة Arty.
قام خليف بالتدريس وحاضر ضيفًا في العديد من الجامعات بما في ذلك جامعة شيكاغو وكلية هانتر ونيويورك وجامعة نورث وسترن وكلية روسكين للفنون بجامعة أكسفورد. هم زميل الجمعية الملكية للفنون ، وزميل تشرشل، وعضو ICOM ، والمجلس الدولي للمتاحف، و CIMAM، واللجنة الدولية لمتاحف ومجموعات الفن الحديث، و AICA، الرابطة الدولية لنقاد الفن.

## المعارض المختارة
مؤسسة الشارقة للفنون
- الفن في عصر القلق (عرض جماعي) (سبتمبر 2020)
- الأشياء غير المستقرة (عرض جماعي) (مارس 2021)
- حرير سركيسيان: الوجه الآخر للصمت (2021)

متحف شيكاغو للفن المعاصر
- باسم مجدي: النجوم استوت منذ قرن للبدايات الجديدة (بالإنجليزية: The Stars Were Aligned for a Century of New Beginnings)‏ (ديسمبر 2016) (مع النشر)
- الشباب الأبدي (عرض جماعي) (مارس 2017)
- مايكل راكويتز:باك ستروك أوف ذا ويست (بالإنجليزية: Backstroke of the West)‏ (سبتمبر 2017) (مع النشر)
- نحن هنا (معرض الذكرى الخمسين لمولودية الجزائر) (أكتوبر 2017)
- شيكاغو ووركز: بول هاير (بالإنجليزية: Chicago Works: Paul Heyer)‏ (ربيع 2018) (مع النشر)
- أوتوبونج نكانجا: لحفر حفرة تنهار مرة أخرى (بالإنجليزية: To Dig a Hole That Collapses Again)‏ (مارس 2018) (مع النشر)
- نشأت على الإنترنت (صيف 2018)

معرض وايتشابل
- لافتة فيونا: ستامب أوت فوتوغرافي (2015)
- جيمس ريتشاردز: لاستبدال دقيقة صمت بتصفيق دقيقة (بالشراكة مع مؤسسة V-A-C) (2015)
- إميلي جاسر: يوروبا؛ التسلسل الزمني غير الكامل: مناقشة الحداثة ورسم المعاصر (أعمال من مؤسسة بارجيل للفنون) (2016-2017)
- طريق سريع إلكتروني فائق: من التجارب في الفن والتكنولوجيا إلى الفن بعد الإنترنت (2016)